# Rhodalsine geniculata
Rhodalsine geniculata (Poir.) F.N.Williams – gatunek rośliny z rodziny goździkowatych reprezentujący monotypowy rodzaj Rhodalsine. Występuje na Wyspach Kanaryjskich, w obszarze śródziemnomorskim oraz w Somalii.

## Morfologia

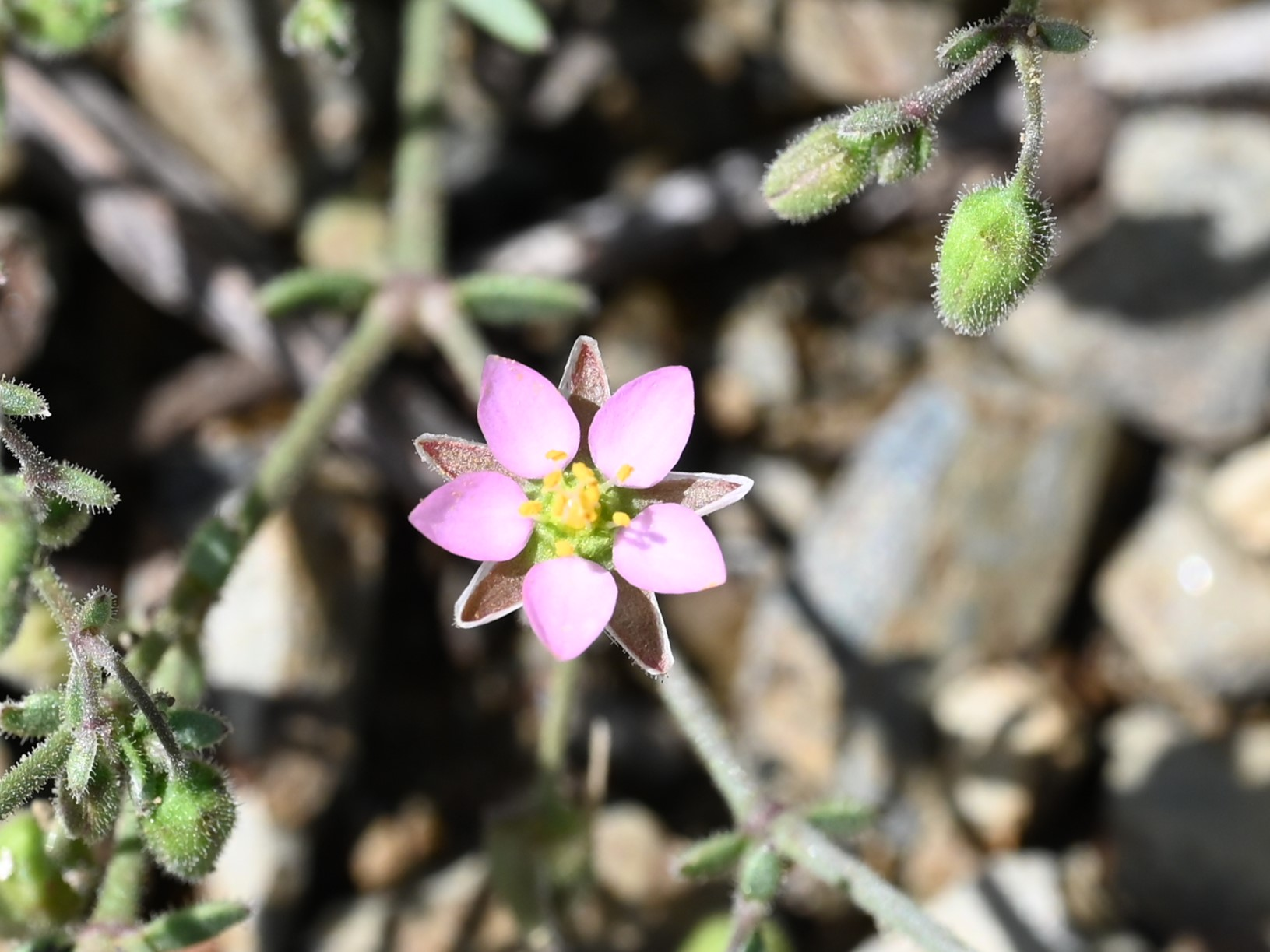
Kwiat

PokrójRoślina zielna, zwykle wieloletnia, czasem jednoroczna, pokryta gruczołowatymi włoskami.
LiścieNaprzeciwległe, bez przylistków, ale z blaszkami liści połączonymi nasadami.
KwiatyDrobne, zebrane w luźne wierzchotki. Działki kielicha w liczbie 5, połączone u nasady. Płatków korony jest 5, białych lub różowych, z krótkim paznokciem u nasady. Pręcików jest 10 w dwóch okółkach. Zalążnia z licznymi zalążkami, kulistawa, cienkościenna, na szczycie z trójdzielnym znamieniem.
OwoceTorebki otwierające się trzema klapami, zawierające liczne, kulistawo-nerkowate nasiona.

## Systematyka
Gatunek reprezentuje monotypowy rodzaj Rhodalsine J. Gay z rodziny goździkowatych Caryophyllaceae. W obrębie rodziny rodzaj sytuowany jest w plemieniu Sperguleae, w którym jest siostrzanym dla pary rodzajów sporek Spergula i muchotrzew Spergularia. Takson ten długi czas klasyfikowany był jako Minuartia geniculata (Poir.) Thell. w obszarze śródziemnomorskim, M. platyphylla (J. Gay ex Christ) McNeill na Wyspach Kanaryjskich i M. vestita (Baker) McNeill w Somalii. Rewizja taksonomiczna pozwoliła stwierdzić, że to jeden, aczkolwiek zmienny gatunek. Wszystkie trzy w tradycyjnym ujęciu lub jeden w scalonym klasyfikowane były jako podrodzaj Rhodalsine w obrębie rodzaju mokrzyca Minuartia. Badania molekularne ujawniły polifiletyczny charakter rodzaju mokrzyca w tradycyjnym ujęciu i wskazały na przynależność podrodzaju Rhodalsine do plemienia Sperguleae. W ten sposób potwierdzono odrębność rodzajową tego taksonu, co proponował już w końcu XIX wieku brytyjski specjalista od goździkowatych – Frederic Newton Williams.